# Irodosma letestui
Iridosma es un género monotípico de plantas  perteneciente a la familia Simaroubaceae. Su única especie:  Irodosma letestui, se encuentra en África tropical en Gabón.

## Descripción
Es un árbol, con las hojas glabras, de 60 cm de largo, con 23 foliolos, coriáceas, de 8 15x6 cm, las flores son hermafroditas, fragantes y se encuentran en panículas ramificadas. Las hojas se asemejan a Quassia grandifolia.

## Taxonomía
Iridosma letestui fue descrita por André Aubréville & François Pellegrin y publicado en Flore du Gabon 3: 48, en el año 1962.
Sinonimia
- Mannia letestui Pellegr. basónimo[3]